# Vlag van Europa
De vlag van Europa of Europese vlag, bestaande uit een cirkel van twaalf vijfpuntige gouden sterren tegen een azuurblauwe achtergrond, is een symbool van de Europese Unie, de Raad van Europa en van de eenheid en de identiteit van Europa in bredere zin. De cirkel van gouden sterren staat voor de solidariteit en de harmonie tussen de volkeren van Europa. De vlag is in 1955 aangenomen door de Raad van Europa en in 1985 door de Europese Gemeenschappen, later opgegaan in de Europese Unie.

## Symboliek

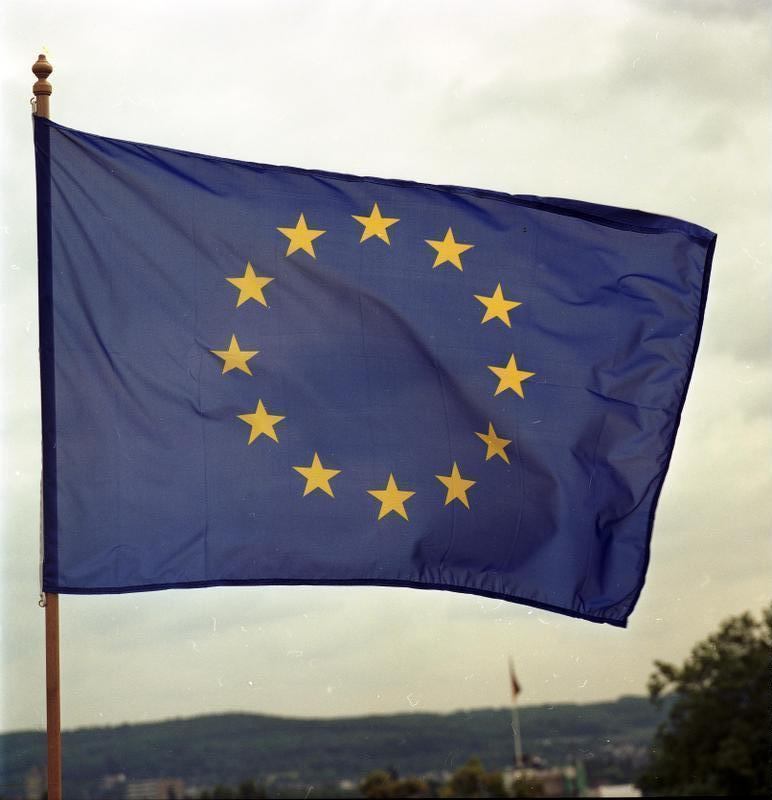
Vlag van Europa

Het aantal van twaalf sterren heeft geen relatie met het aantal lidstaten van de Raad van Europa of de Europese Unie. De cirkel is onder andere het symbool van de eenheid en gelijkheid. Volgens de officiële verklaring van de EU symboliseren de sterren in de Europese vlag de idealen van eenheid, solidariteit en harmonie tussen de volkeren van Europa. De sterren zelf hebben de vorm van een pentagram, een mathematisch volmaakte sterveelhoek.
Een van de ontwerpers van de vlag, Arsène Heitz uit Straatsburg, gaf deze een katholieke betekenis. De twaalf sterren en het blauw van de achtergrond verwijzen volgens hem naar de Maagd Maria. In 1989, een jaar voor zijn dood, onthulde Heitz in l'Osservatore Romano zijn inspiratie: de Maria-verschijningen in Rue du Bac in Parijs en de ervan afgeleide Wonderdadige medaille met twaalf sterren op de achterzijde. Ook beweerde hij geïnspireerd te zijn geweest door het introïtus van Maria-Tenhemelopneming, dat verwijst naar de Openbaring van Johannes (12:1), waarin een vrouw verschijnt met een kroon van twaalf sterren rond het hoofd. Andere medewerkers beweren dat het essentiële ontwerp eerder was vastgesteld en dat Heitz slechts technische assistentie verleende in de eindfase. De Belg Paul Lévy – ook een katholiek – stelde dat twaalf een getal van volmaaktheid was dat werd gekozen nadat andere opties om diverse redenen niet aanvaardbaar bleken. Vijftien sterren kwam overeen met het toenmalige aantal lidstaten van de Raad van Europa, maar de Duitsers waren tegen dit voorstel omdat dit de erkenning van Saarland als onafhankelijke staat inhield. Veertien sterren botste op verzet van de Fransen en de Saarlanders, omdat dit dan weer de niet-erkenning van Saarland als onafhankelijke staat inhield. De Italianen maakten bezwaar tegen dertien sterren omdat dit getal ongeluk bracht.

## Ontwerp

Nauwkeurige specificatie van de vlag.

De hoogte-breedteverhouding van de vlag is 2:3. Het midden van elke ster is even ver vanaf het midden van de vlag gepositioneerd, gelijk aan een derde deel van de hoogte van de vlag. De uiterste punten van elke ster bevinden zich op 1/18 van de vlaghoogte vanaf het midden van de betreffende ster, zoals in het constructieschema hiernaast te zien is.
Alle sterren staan met één punt naar boven en twee punten naar onderen; de sterren worden dus niet gedraaid. De sterren horen zich te bevinden op de plekken waar op een analoge klok de uren zijn aangegeven.

## Geschiedenis
De geschiedenis van de vlag gaat terug tot 1949. In dat jaar werd De Raad van Europa opgericht, een organisatie die zich bezighield met de bescherming van de mensenrechten en de bevordering van de Europese cultuur. De Raad van Europa wilde een eigen symbool. Op initiatief van de Belg Paul Michel Levy werd in 1950 een comité van deskundigen en heraldisten opgericht, dat uit een honderdtal inzendingen twee voorstellen selecteerde. Het Comité van Ministers koos daaruit in 1955 het ontwerp van de eigen ambtenaar Arsène Heitz – een cirkel met twaalf gouden vijfpuntige sterren op een blauwe achtergrond. De Raadgevende Vergadering ging akkoord en de vlag werd op 13 december 1955 voorgesteld in het Parijse Château de la Muette.
De Raad van Europa riep later de andere instellingen op om dezelfde vlag te gebruiken en in 1983 nam het Europees Parlement een resolutie in die zin aan. Ten slotte kozen de regeringsleiders van de Europese Gemeenschap in 1985 de vlag als officieel embleem van de Europese Gemeenschappen, de voorloper van de huidige Europese Unie.
Sinds begin 1986 is de vlag het symbool van alle Europese instellingen. Het was toeval dat deze vlag met haar 12 sterren ook als symbool van de Europese Gemeenschap ging gelden toen Spanje en Portugal als 11e en 12e lid toetraden. Tussen 1986 en 1995 kwam het aantal leden van de Europese Gemeenschap en later de Europese Unie overeen met het aantal sterren in de Europese vlag.
De Europese vlag is het enige embleem van de Europese Commissie, de uitvoerende macht van de EU.

## Streepjescodevlag

Streepjescodevlag, vlagontwerp van Rem Koolhaas (2002)

In 2002 ontwierpen Rem Koolhaas en zijn architectenbureau Office for Metropolitan Architecture een voorstel voor een nieuwe Europese vlag als reactie op een uitnodiging van Romano Prodi, de toenmalige voorzitter van de Europese Commissie, om een nieuwe branding te ontwikkelen voor een Europa van "diversiteit en eenheid". Het ontwerp bestaat uit verticale strepen in de kleuren van de vlaggen van de lidstaten. Het is gebaseerd op het uiterlijk van een streepjescode en wordt door Kohlhaas ook zo genoemd. In 2002 bestond Koolhaas' ontwerp uit 45 gekleurde strepen; in 2006 werd het uitgebreid met de kleuren van de 10 nieuwe leden.
Critici hebben erop gewezen dat de streepjescode de economische unie reduceert tot een simpele lijst van natiestaten met als enige doel economische samenwerking.